# Paul Crouch
Paul Franklin Crouch, född 30 mars 1934 i Saint Joseph, Missouri, död 30 november 2013 i Orange, Kalifornien, var en amerikansk tv-predikant. Han tog examen i teologi 1955 från Central Bible Institute and Seminary i Springfield, Missouri. Han började redan under studietiden arbeta med radio. Under några år i början av 1960-talet arbetade han med film- och TV-produktion för Assemblies of God. 1973 grundade han Trinity Broadcasting Network, tillsammans med sin fru Jan Crouch och Jim och Tammy Bakker. Tillsammans med sin fru - som lätt känns igen med sina stora rosa peruker - var han under en lång tid programledare för tv-programmet Praise the Lord. Paul och Jan Crouch har två söner, Paul Jr och Matthew och flera barnbarn.
Han producerade filmen The Omega Code (1999) och publicerade en roman med samma titel. Detta ledde till en stämning av författaren Sylvia Fleener, som menade att de var plagierade från hennes roman The Omega Syndrome. The Omega Code fick en uppföljare 2001, både i film- och bokform.
2004 anklagades Crouch av en tidigare manlig anställd för att ha tvingat till sig sex. För att undvika en rättegång som potentiellt skulle kunna förstöra hans rykte, likt sexskandalerna kring Jim Bakker och Jimmy Swaggart, valde Crouch att betala mannen $425 000. Familjen Crouch har kritiserats för sin extravaganta livsstil som bekostas av TBN och skattebefriade, donerade pengar.
Crouch avled i sitt hem den 30 november 2013. Han hade lidit av hjärtproblem i tio års tid och vid tiden för sin död hade han nyligen varit inlagd på sjukhus.